# East Washington (Pensilvania)
East Washington es un borough ubicado en el condado de Washington en el estado estadounidense de Pensilvania. En el año 2000 tenía una población de 1.930 habitantes y una densidad poblacional de 1.631 personas por km².

## Geografía
East Washington se encuentra ubicado en las coordenadas 40°10′26″N 80°14′2″O / 40.17389, -80.23389.

## Demografía
Según la Oficina del Censo en 2000 los ingresos medios por hogar en la localidad eran de $41,319 y los ingresos medios por familia eran $65,625. Los hombres tenían unos ingresos medios de $47,266 frente a los $27,414 para las mujeres. La renta per cápita para la localidad era de $32,852. Alrededor del 9.8% de la población estaba por debajo del umbral de pobreza.